# Майлз Захарко
Майлз Захарко (англ. Miles Zaharko; нар. 30 квітня 1957, Менвіль, Альберта) — канадський хокеїст, що грав на позиції захисника.

## Ігрова кар'єра
Професійну хокейну кар'єру розпочав 1977 року.
1977 року був обраний на драфті НХЛ під 20-м загальним номером командою «Атланта Флеймс».
Протягом професійної клубної ігрової кар'єри, що тривала 8 років, захищав кольори команд «Атланта Флеймс» та «Чикаго Блек Гокс».
Загалом у НХЛ провів 129 матчів, заробив 37 очок (5 + 32).